# Fédération internationale de handball
Pour les articles homonymes, voir IHF (homonymie).
La Fédération internationale de handball (en anglais : International Handball Federation), couramment abrégé en IHF, est une association de fédérations nationales fondée en 1946 ayant pour vocation de gérer et de développer le handball dans le monde. Son siège est situé à Bâle, en Suisse. Elle est présidée par l'Égyptien Hassan Moustafa depuis 2000.

## Histoire
Le 4 août 1928, lors des Jeux olympiques à Amsterdam, est créée la Fédération internationale du handball amateur (en). Cette instance a notamment organisé les Jeux olympiques de 1936 et, en 1938, les championnats du monde à onze et à sept.
La Fédération internationale de handball fut fondée le 12 juillet 1946 à Copenhague par les membres suivants : la Suède, la Norvège, la Finlande, le Danemark, la Pologne, la Suisse, la Hollande et la France, et, en droit : la Tchécoslovaquie, la Belgique, le Luxembourg, le Portugal, la Roumanie, l'Uruguay, les États-Unis et l'Autriche. A contrario, l'Allemagne, fondateur de la Fédération internationale du handball amateur, ne fut pas immédiatement intégrée à l'IHF puisque le pays était gouverné par les puissances victorieuses de la Seconde Guerre mondiale et n'avait pas sa propre fédération nationale.
L'IHF organise le Championnat du monde masculin de handball depuis 1954 et son équivalent féminin depuis 1957.
Des pays non-européens ont ensuite intégré l'IHF. Dans les années 1970 ont ensuite été créées les premières fédérations continentales : Confédération africaine de handball (1973), Fédération asiatique de handball (1974) et Fédération panaméricaine de handball (1977). Jusqu'à la création de la Fédération européenne de handball en 1991, les coupes d'Europe des clubs (telle la Coupe des Clubs Champions et la Coupe de l'IHF) étaient organisées par l'IHF.

### Présidents successifs
| Président         | Nationalité | Période                                                                | Premier vice-président                                                                                |
| ----------------- | ----------- | ---------------------------------------------------------------------- | --- |
| Gösta Björg (en)  | Suède       | 11 juillet 1946 – 9 septembre 1950                                     | Hans Baumann (en) et Charles Petit-Montgobert                                                         |
| Hans Baumann (en) | Suisse      | 9 septembre 1950 – 9 février 1971*                                     | Charles Petit-Montgobert (?-1970) Paul Högberg (en) (1970-1971)                                       |
| Paul Högberg (en) | Suède       | 9 février 1971 – 23 août 1972 (intérim) 23 août 1972 – 25 juillet 1984 | Alberto de San Román y de la Fuente (de) (1972-1980) inconnu (1980-1984)                              |
| Erwin Lanc        | Autriche    | 25 juillet 1984 – 26 novembre 2000                                     | Vladimir Krivcov (1984-1992) Babacar Fall (1992-1996) Nabil Salem (1996-2000)                         |
| Hassan Moustafa   | Égypte      | depuis 26 novembre 2000                                                | Staffan Holmqvist (2000-2007†) vacant (2007-2009) Miguel Roca Mas (2009-2017) Joël Delplanque (2017-) |

* Hans Baumann (en) est mort en poste le 9 février 1971 des suites d'une maladie. Le premier vice-président Paul Högberg a assuré l'intérim jusqu'au 23 août 1972, date du 14e congrès de l'IHF au cours duquel s'est tenue l'élection du nouveau président.

### Secrétaires généraux
| Secrétaire général     | Nationalité          | Période                             |
| ---------------------- | -------------------- | ----------------------------------- |
| Carl Filip Borgh       | Suède                | 11 juillet 1946 – 9 septembre 1950  |
| Albert Wagner          | Suisse               | 9 septembre 1950 – 23 août 1972     |
| Max Rinkenburger       | Allemagne de l'Ouest | 23 août 1972 – 14 septembre 1988    |
| Raymond Hahn           | France               | 14 septembre 1988 – 2 décembre 2004 |
| Peter Mühlematter (en) | Suisse               | 2 décembre 2004 – 4 juin 2009       |
| Joël Delplanque        | France               | 4 juin 2009 – 2 mai 2011            |

Le poste est remplacé depuis 2011 par celui de Managing Director.

## Fédérations continentales affiliées
En 2024, six fédérations continentales et 211 fédérations nationales sont affiliées à l'IHF :

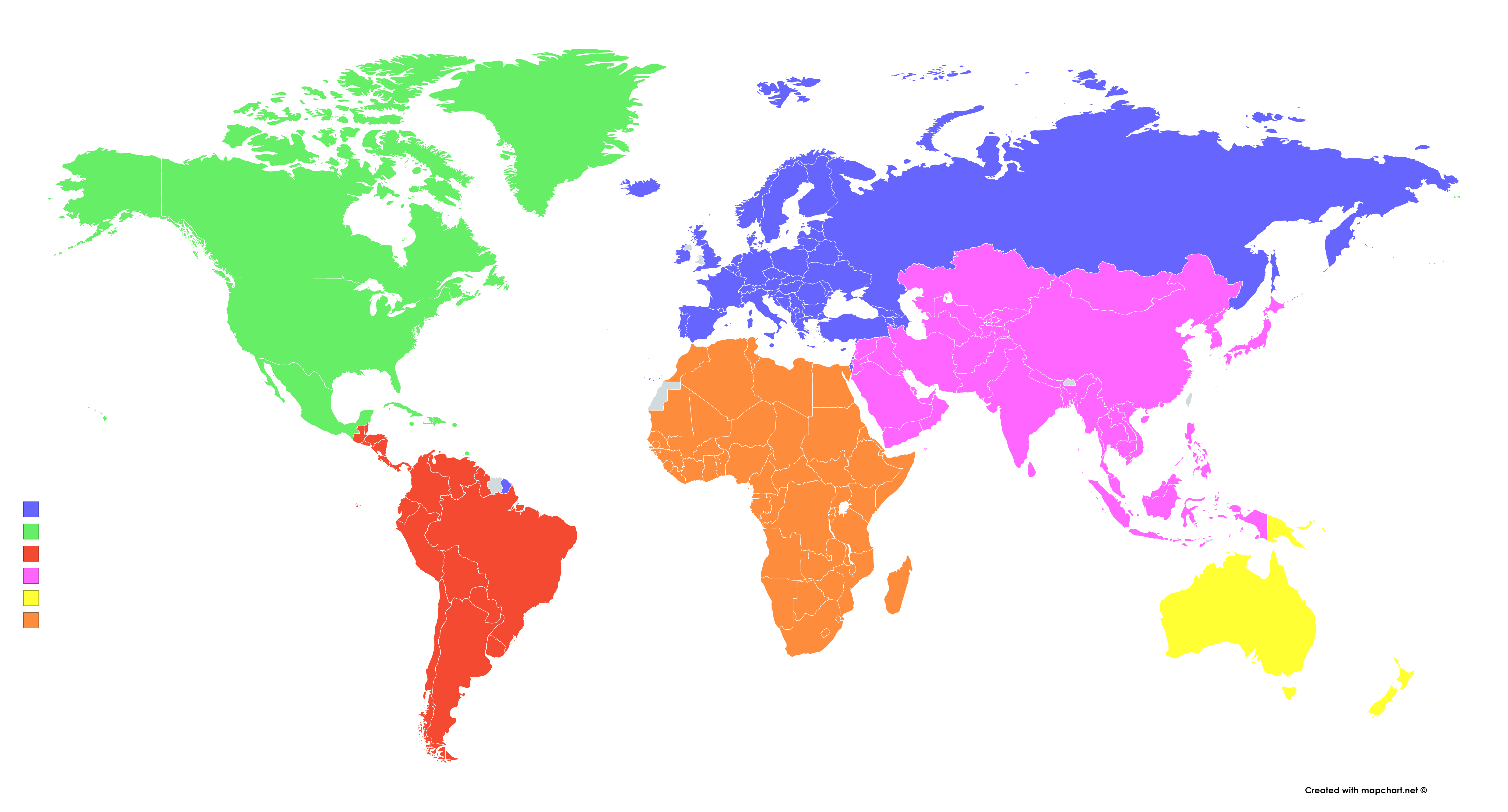

|       | Nom                                              | Sigle | Date de création | Siège                          | Nb (2024) | Site web           |
| ----- | ------------------------------------------------ | ----- | ---------------- | ------------------------------ | --------- | ------------------ |
|       | Confédération d'Amérique du Nord et des Caraïbes | NACHC | 13 avril 2019    | Colorado Springs ( États-Unis) | 21        | norcahandball.com/ |
|       | Confédération d'Amérique du Sud et centrale      | SCAHC | 5 avril 2019     | Santiago ( Chili)              | 19        | handballsca.com    |
|       | Confédération africaine de handball              | CAHB  | 15 janvier 1973  | Abidjan ( Côte d'Ivoire)       | 55        | cahbonline.info    |
|       | Fédération européenne de handball                | EHF   | 17 novembre 1991 | Vienne ( Autriche)             | 50 + 2    | eurohandball.com   |
|       | Fédération asiatique de handball                 | AHF   | 26 août 1974     | Koweït ( Koweït)               | 44        | asianhandball.org  |
|       | Fédération du continent océanien de handball     | OCHF  | 9 juillet 1993   | Mongmong-Toto-Maite ( Guam)    | 20        | aucun              |
| Total | Total                                            | Total | Total            | Total                          | 211       | ihf.info           |

## Identité visuelle

Premier logo de 1966 à 1971
Logo à partir de 1971
Logo jusqu'en 2020
Logo actuel